# 前600年
| 千纪： | 前1千纪 |
| 世纪： | 前7世纪 \| 前6世纪 \| 前5世纪 |
| 年代： | 前630年代 \| 前620年代 \| 前610年代 \| 前600年代 \| 前590年代 \| 前580年代 \| 前570年代                                                                                     |
| 年份： | 前605年 \| 前604年 \| 前603年 \| 前602年 \| 前601年 \| 前600年 \| 前599年 \| 前598年 \| 前597年 \| 前596年 \| 前595年                                                       |
| 纪年： | 周定王七年 魯宣公九年 齊惠公九年 晉成公七年 秦桓公四年 宋文公十一年 楚庄王十四年 衛成公三十五年 陈灵公十四年 蔡文侯十二年 曹文公十八年 郑襄公五年 燕宣公二年 杞桓公三十七年 |

## 大事記
- 為了拯救鄭國，晉國的荀林父率領軍隊討伐陳國，並擊敗了楚國軍隊。
- 凯尔特人建立米蘭
- 卡普阿建成
- 庞贝建成

## 出生
- 岡比西斯一世——領導著一個臣屬於米底的波斯部落聯盟。

## 逝世
- 晉成公姬黑臀